# Genaxinus otagoensis
Genaxinus otagoensis is een tweekleppigensoort uit de familie van de Thyasiridae. De wetenschappelijke naam van de soort is voor het eerst geldig gepubliceerd in 1913 door Suter.